# Tim Smith
Timothy Charles Smith (Surrey, 3 de julho de 1961 - 21 de julho de 2020) nascido na Inglaterra, foi um cantor-compositor, multi-instrumentista, produtor musical e diretor de clipes musicais, popularmente conhecido como o representante da banda inglesa Cardiacs, formada com seu irmão Jim Smith.

## Biografia

### Cardiacs e a música associada
Em 1975, Smith tocou a guitarra em uma banda psicodélica punk instrumental sem nome com seus amigos de escola Mark Cawthra (bateria) e David Philpot (teclado). Em 1979, Smith ajudou a gravar um single 7", A Bus for a Bus on the Bus, no Elephant Studios em Londres. Quando Ralph Cade e o baterista Peter Tagg deixaram a banda, Tim convidou Mark Cawthra de volta para assumir a bateria. O cantor Mick Pugh posteriormente saiu e Smith decidiu assumir os vocais ele mesmo. Em 1980 Smith gravou o primeiro e único álbum da banda Cardiac Arrest, The Obvious Identity. Eventualmente, 1000 fitas cassetes foram gravadas, porém apenas vendidas em shows para economizar nas despesas.
Smith decidiu mudar o nome da banda para Cardiacs em 1981. Ele gravou o primeiro álbum da banda, Toy World, em formato de fita cassete e em um pequeno estúdio subterrâneo conhecido como Crow Studios. Depois da formação mudar mais uma vez, Smith recrutou Tim Quy (percussão), Sarah Cutts (saxofone) e Dominic Luckman (bateria). A gravadora Alphabet Business Concern foi criado em 1984.
Ainda em 1984, Smith foi convidado pelo vocalista Fish para apoiar sua banda Marillion em sua próxima turnê no final do ano. Smith concordou, mas não esperava o público hostil em todas as suas etapas da turnê (forçando-os a deixar os três dias finais da turnê). De 1984 à 1999, Cardiacs lançou seis álbuns de estúdio, junto com uma série de singles, EPs e álbuns ao vivo.
Durante a década de 1990, Smith deu uma pausa de produzir em Cardiacs para poder trabalhar em vários outros projetos. Durante 1989 e 1991, escreveu canções para um álbum solo, Tim Smith's Extra Special OceanLandWorld, lançado em 1995. Smith, sua ex-esposa Sarah Smith e William D. Drake foram reunidos como The Sea Nymphs, uma versão "mais gentil" de Cardiacs; os três já se juntaram e gravaram em 1984 um álbum em fita cassete, Mr and Mrs Smith e Mr Drake. Smith também se juntou com Jo Spratley em Spratleys Japs, assim lançando seu álbum Pony em 1999.
Em março de 2006, Smith fez uma turnê com Ginger & The Sonic Circus como banda de abertura, apresentando versões acústicas de canções de Cardiacs, junto com seu próprio material. Em 2007,Cardiacs lançou seu único single dos anos 2000, "Ditzy Scene".

### Trabalho como produtor e diretor de vídeo
Smith possuía seu próprio estúdio de gravação chamado Apollo 8 (a localização sempre mudando, sendo a última perto de Salisbury, Wiltshire ) e possuía uma longa lista de créditos de produção em seu nome. Desde o começo dos anos 90, Smith produziu gravações para uma variedade de músicos e grupos musicais, muitos dos quais pertencem à chamada "família Cardiacs". Estes incluem Levitation, Sidi Bou Said, Eat, The Monsoon Bassoon, vocalista do Wildhearts , Ginger (incluindo seus projetos Silver Ginger 5 e Howling Willie Cunt), Stars in Battledress, Oceansize, William D. Drake, The Shrubbies, The Scaramanga Six e The Trudy.
Smith criou e editou vídeos pop para várias bandas, incluindo Sepultura, Dark Star, Zu e The Frank e Walters, e também para Cardiacs. Em 2008, Smith criou um filme chamado The Wildhearts Live in the Studio: A Film By Tim Smith, apresentando The Wildhearts tocando seu álbum autointitulado junto com interlúdios surreais.

### Doença
No dia 25 de junho de 2008, Smith sofreu um ataque cardíaco após ver um show de My Bloody Valentine que causou danos cerebrais por meio de hipóxia e o levou a desenvolver a rara condição neurológica distonia.
Em 2013, 2015 e 2017, eventos apelidados de The Alphabet Business Convention foram realizados em celebração e com todos os fundos arrecadados usados para financiar Smith e sua recuperação. Junto disso, esses eventos apresentavam músicas ao vivo de bandas ligadas a Cardiacs.
Em julho de 2016, um concerto especial de um dia aconteceu em Preston, chamado de The Whole World Window, com todos os fundos destinados à melhoria de Smith. Uma fita cassete e um CD com o mesmo nome também foram lançados pela Hyena Inc contendo apresentações das bandas que fizeram parte do concerto. Em janeiro de 2018, um apelo foi lançado no site de crowdfunding JustGiving com o objetivo de arrecadar £ 40.000 para financiar os cuidados de Smith. O valor ultrapassou a meta logo no primeiro dia e uma nova meta de £ 100.000 foi criada para fornecer cuidados por um ano.
Em 25 de outubro de 2018, Smith recebeu o grau honorário de Doutor em Música do Royal Conservatoire of Scotland. Seu irmão, Jim Smith, aceitou a homenagem em seu nome devido a sua condição.

### Morte
Smith faleceu na noite de 21 de julho de 2020 aos 59 anos, após ter outro ataque cardíaco. Sua morte foi anunciada por seu irmão e companheiro de banda Jim Smith e Kavus Torabi. Músicos como Steven Wilson, Faith No More, Mr. Bungle de Mike Patton, Graham Coxon e Dave Rowntree da banda Blur prestaram suas condolências à Smith.

## Discografia

### Cardiac Arrest
- The Obvious Identity Cassete (1980) [9]

### Cardiacs
Álbuns de estúdio e mini-álbuns listados apenas.
- Toy World Cassete (1981)
- The Seaside (1ª versão) Cassete (1984) ALPH 001
- Big Ship Mini LP (1986) ALPH 004
- A Little Man and a House and the Whole World Window LP/CD (1988) ALPH 007 / TORSO CD060
- On Land and in the Sea  LP/CD (1989) ALPH 012
- Heaven Born and Ever Bright CD (1991) ALPH 017
- Sing to God CD (1995) ALPH 022 (edição limitada de CD duplo), ALPH 023 (CD 1), ALPH 024 (CD 2).
- Guns CD (1999) ALPH 027

### The Sea Nymphs
Apenas álbuns de estúdio.
- Mr. e Mrs. Smith and Mr. Drake Cassete (1984) ALPH 003/CD Reedição (2007) AME CD004
- The Sea Nymphs Cassete/CD (1992) ALPH 021
- Appealing to Venus CD Reedição (1998) ORGAN044
- On the Dry Land (2016)

### OceanLandWorld
- Tim Smith's Extra Special OceanLandWorld (1995) ALPH 020[12]

### Spratleys Japs
- Pony CD (1999) AME CD001[37]